# Constitutio de feudis
La Constitutio de feudis, en español Constitución de feudos, también conocida como Edictum de beneficiis regni Italici, Edicto de beneficios del reino italiano, era una ley que regulaba los  contratos feudales decretada por el emperador Conrado II el 28 de mayo de 1037, víspera de Pentecostés, en Pavía, durante su asedio a Milán. Tuvo "efectos más amplios y duraderos en la sociedad italiana que cualquier otra legislación imperial", y al "atraer a las ciudades [al terrateniente moderadamente rico], construyó un puente de alto nivel social entre la ciudad y el campo". Según Susan Reynolds, "marca el fundamento de la ley académica de los feudos", ya que constituyó la base del Libri feudorum.
La ley se basaba, en sus propias palabras, en el «código legal de nuestros predecesores», constitucio antecessorum nostrorum. Precisaba que 'ningún caballero (miles) que fuera arrendatario de un obispo, abad, marqués, conde o cualquier otro podría ser privado de su feudo a menos que fuera condenado' por un delito legal 'por el juicio de sus pares', y se concedía el derecho de un caballero a apelar al emperador o a un representante imperial. Un historiador ha descrito a Conrado como un saciador del «hambre de ley» de los vasallos. El emperador también limitó su propio derecho al fodrum, un impuesto en dinero recaudado cada vez que el emperador visitaba Italia, con el fin de complacer a los grandes feudatarios cuyos derechos sobre sus caballeros acababa de limitar. No está claro si los caballeros que obtuvieron estos derechos eran nobles. Eran portadores de espadas, pero carecían de los requisitos de libertad legal, como el juicio por sus pares y el derecho de apelación.
La Constitutio fue ratificada por  Enrique III de Alemania, hijo y heredero de Conrado, y en 1040 por el arzobispo Ariberto II de Milán, y consagró a los vavorables en sus beneficios de por vida y los hizo hereditarios, abrogando su dependencia de los capitanes y amalgamando así las dos clases feudales en una sola clase propietaria de amplias tierras. Esta fue la intención de Conrado, como dice el preámbulo de la Constitutio: «reconciliar los corazones de los magnates y los caballeros [milites] para que se encuentren siempre en armonía y puedan servirnos fiel y constantemente a nosotros y a sus señores con devoción».